# Il giovane Holden (EP)
Il giovane Holden è il primo EP del cantautore italiano Holden, pubblicato l'11 marzo 2019 con doppia etichetta Believe Music e Sony Music.

## Descrizione
Il disco, composto da tre brani, è prodotto dallo stesso cantautore.

## Tracce
Testi e musiche di Joseph Carta.
1. Il giovane Holden – 2:26
2. Se stavo bene con te – 2:31
3. Io rimango qua – 3:08